# Willendorf (Niederösterreich)

Willendorf (rechts unten) um 1873 (Aufnahmeblatt der Landesaufnahme)

Willendorf ist eine Gemeinde mit 993 Einwohnern (Stand 1. Jänner 2025) im Bezirk Neunkirchen in Niederösterreich.

## Geografie
Willendorf liegt im Industrieviertel in Niederösterreich in einer Ausbuchtung des Steinfeldes. Die Gemeinde wird vom Frauenbach entwässert, einem rechten Nebenfluss der Fischa. Der Südosten liegt im Steinfeld, der Südwesten steigt zum Eichberg an. Die Grenze im Norden bilden die bewaldete Höhen von Zweier (633 m), Kienberg (650 m) und Schneiderhöhe (500 m).
Die Fläche der Gemeinde umfasst sieben Quadratkilometer. Davon werden 44 Prozent landwirtschaftlich genutzt, 42 Prozent sind bewaldet und sieben Prozent sind Gärten.

### Gemeindegliederung
Das Gemeindegebiet umfasst folgende vier Ortschaften (in Klammern Einwohnerzahl Stand 1. Jänner 2025):
- Dörfles (126)
- Rothengrub (95)
- Strelzhof (81)
- Willendorf (691)

Die Gemeinde besteht aus den Katastralgemeinden Rothengrub, Willendorf und Zweierwald.

### Nachbargemeinden
|                           | Hohe Wand (WB)                              |                         |
| Höflein an der Hohen Wand | Kompassrose, die auf Nachbargemeinden zeigt | St. Egyden am Steinfeld |
|                           | Würflach                                    |                         |

## Geschichte
Im Altertum war das Gebiet Teil der Provinz Noricum.
Die kulturhistorische Geschichte des Ortes hängt eng mit dem Schloss Strelzhof zusammen. Im Jahr 1146 schenkte Adalram von Waldeck das Gebiet mit einem Haus der Benediktinerabtei Seckau. Diese verwaltete von hier aus seine Güter in Niederösterreich. Schon 1150 wurde eine Kapelle errichtet und vom Bischof Hartmann von Brixen dem hl. Markus geweiht. Fünfhundert Jahre lang verwendete Seckau Strelzhof als Verwaltungsgebäude und baute das Gebäude nach und nach zu einem einfachen Schloss aus. 1662 kaufte Abt Robert I das Anwesen für das neue Zisterzienserkloster in Wiener Neustadt. In den folgenden hundert Jahren wurde das Schloss nach und nach erneuert und es entwickelte sich der heutige Bau, weitgehend gestaltet vom Wiener Baumeister Johann Pauli. 1873 kaufte es der adelige Offizier Heinrich von Lützow und baute es zu einem feudalen Landsitz um und verkaufte es 1920 an eine Aktiengesellschaft, die es noch heute besitzt. Bei einem Brand 1925 entstanden große Schäden. Mit Ausnahme der Burgkapelle wurden die Schäden bald wieder behoben. Am Ende des Zweiten Weltkrieges wurde das Schloss geplündert und die  Möbel und Kunstgegenstände gingen verloren. Heute ist das Schloss das Zentrum eines Reitzentrums, Teile des Schlosses werden bewohnt.

### Bevölkerungsentwicklung
| Willendorf: Einwohnerzahlen von 1869 bis 2025       | Willendorf: Einwohnerzahlen von 1869 bis 2025 | Willendorf: Einwohnerzahlen von 1869 bis 2025 | Willendorf: Einwohnerzahlen von 1869 bis 2025 | Willendorf: Einwohnerzahlen von 1869 bis 2025 |
| --------------------------------------------------- | --------------------------------------------- | --------------------------------------------- | --------------------------------------------- | --------------------------------------------- |
| Jahr                                                |                                               |                                               |                                               | Einwohner                                     |
| 1869                                                | 1869                                          |                                               | 453                                           | 453                                           |
| 1880                                                | 1880                                          |                                               | 525                                           | 525                                           |
| 1890                                                | 1890                                          |                                               | 615                                           | 615                                           |
| 1900                                                | 1900                                          |                                               | 644                                           | 644                                           |
| 1910                                                | 1910                                          |                                               | 615                                           | 615                                           |
| 1923                                                | 1923                                          |                                               | 809                                           | 809                                           |
| 1934                                                | 1934                                          |                                               | 705                                           | 705                                           |
| 1939                                                | 1939                                          |                                               | 661                                           | 661                                           |
| 1951                                                | 1951                                          |                                               | 667                                           | 667                                           |
| 1961                                                | 1961                                          |                                               | 680                                           | 680                                           |
| 1971                                                | 1971                                          |                                               | 705                                           | 705                                           |
| 1981                                                | 1981                                          |                                               | 671                                           | 671                                           |
| 1991                                                | 1991                                          |                                               | 727                                           | 727                                           |
| 2001                                                | 2001                                          |                                               | 798                                           | 798                                           |
| 2011                                                | 2011                                          |                                               | 901                                           | 901                                           |
| 2021                                                | 2021                                          |                                               | 985                                           | 985                                           |
| 2025                                                | 2025                                          |                                               | 993                                           | 993                                           |
| Quelle(n): Statistik Austria, Gebietsstand 1.1.2021 |                                               |                                               |                                               |                                               |

### Religion
Nach den Daten der Volkszählung 2001 sind 81,2 % der Einwohner römisch-katholisch und 2,4 % evangelisch. 1,8 % gehören orthodoxen Kirchen an. 12,3 % der Bevölkerung haben kein religiöses Bekenntnis.

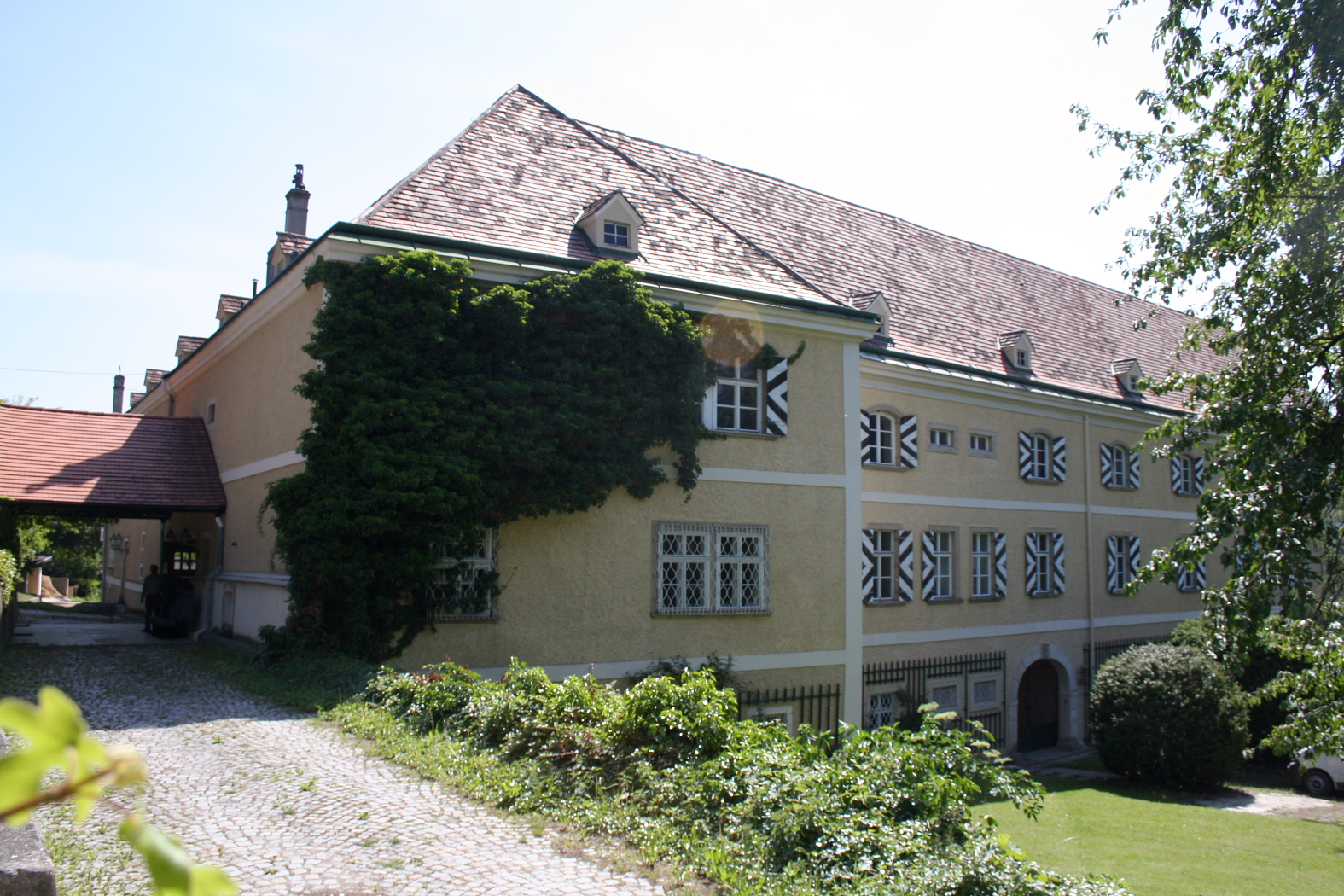
Schloss Strelzhof

## Kultur und Sehenswürdigkeiten
- Schloss Strelzhof

## Wirtschaft und Infrastruktur
In Willendorf gibt es etwa fünfzig Kleinbetriebe und eine intakte Nahversorgung. Viele Einheimische pendeln zur Arbeit nach Wiener Neustadt und Wien aus.

### Wirtschaftssektoren
Von den 15 landwirtschaftlichen Betrieben des Jahres 2010 wurden zwei im Haupt-, zwölf im Nebenerwerb und einer von einer juristischen Person geführt. Dieser bewirtschaftete 44 Prozent der Flächen. Im Produktionssektor arbeiteten 38 Erwerbstätige in der Bauwirtschaft und 18 im Bereich Herstellung von Waren. Die wichtigsten Arbeitgeber im Dienstleistungssektor waren die Bereiche soziale und öffentliche Dienste (42), Verkehr (19), Beherbergung und Gastronomie (15), freiberufliche Dienstleistungen (15) und der Handel (11 Mitarbeiter).
| Wirtschaftssektor            | Anzahl Betriebe | Anzahl Betriebe | Erwerbstätige | Erwerbstätige |
| Wirtschaftssektor            | 2011            | 2001            | 2011          | 2001          |
| ---------------------------- | --------------- | --------------- | ------------- | ------------- |
| Land- und Forstwirtschaft 1) | 15              | 19              | 6             | 8             |
| Produktion                   | 16              | 15              | 56            | 64            |
| Dienstleistung               | 59              | 26              | 112           | 78            |

1) Betriebe mit Fläche in den Jahren 2010 und 1999

### Arbeitsmarkt, Pendeln
Im Jahr 2011 lebten 447 Erwerbstätige in Willendorf. Davon arbeiteten 90 in der Gemeinde, achtzig Prozent pendelten aus.

### Verkehr
- Eisenbahn: Willendorf liegt an der Schneebergbahn von Wiener Neustadt nach Puchberg am Schneeberg mit stündlichen Zügen in beide Richtungen.[9]
- Straße: Die wichtigste Straßenverbindung ist die Puchberger Straße B26.

## Politik

### Gemeinderat
Der Gemeinderat hat 15 Mitglieder.

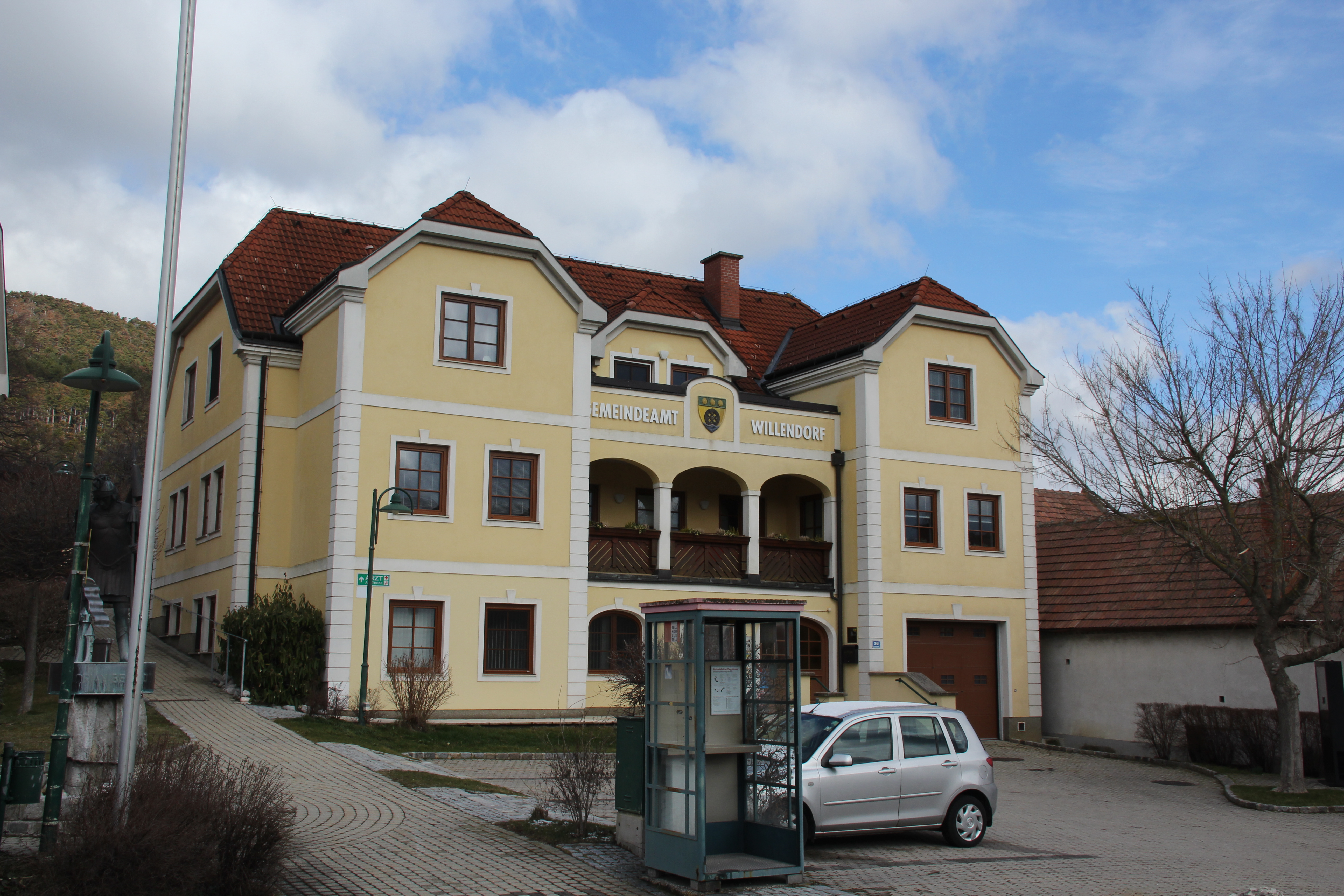
Gemeindeamt

- Mit den Gemeinderatswahlen in Niederösterreich 1990 hatte der Gemeinderat folgende Verteilung: 10 ÖVP, 4 SPÖ, und 1 Bürgerliste Franz Kögler.
- Mit den Gemeinderatswahlen in Niederösterreich 1995 hatte der Gemeinderat folgende Verteilung: 9 ÖVP, 5 SPÖ, und 1 Bürgerliste Franz Kögler.[10]
- Mit den Gemeinderatswahlen in Niederösterreich 2000 hatte der Gemeinderat folgende Verteilung: 9 ÖVP, 5 SPÖ, und 1 Bürgerliste Franz Kögler.[11]
- Mit den Gemeinderatswahlen in Niederösterreich 2005 hatte der Gemeinderat folgende Verteilung: 9 ÖVP, 4 SPÖ, und 2 Bürgerliste Franz Kögler.[12]
- Mit den Gemeinderatswahlen in Niederösterreich 2010 hatte der Gemeinderat folgende Verteilung: 11 ÖVP, 3 SPÖ, und 1 Bürgerliste Franz Kögler.[13]
- Mit den Gemeinderatswahlen in Niederösterreich 2015 hatte der Gemeinderat folgende Verteilung: 12 ÖVP, 2 SPÖ, und 1 NEOS.[14]
- Mit den Gemeinderatswahlen in Niederösterreich 2020 hatte der Gemeinderat folgende Verteilung: 11 ÖVP, 2 SPÖ, und 2 NEOS.[15]
- Mit den Gemeinderatswahlen in Niederösterreich 2025 hat der Gemeinderat folgende Verteilung: 11 ÖVP, 2 SPÖ, 1 FPÖ und 1 Bürgerliste Willendorf.[16]

### Bürgermeister
- bis 2007 Franz Schlager (ÖVP)
- seit 2007 Hannes Bauer (ÖVP)[17]

## Persönlichkeiten

### Ehrenbürger
- Albert Urban (* 1930), em. Pfarrer von Maria Kirchbüchl-Rothengrub[18]

### Mit der Gemeinde verbundene Persönlichkeiten
- Werner Schlager, ehemaliger Tischtennisweltmeister